# متیل‌دی‌کلروفسفین

متیل دی کلرو فسفین (انگلیسی: Methyldichlorophosphine) که با نام دی کلرو (متیل) فسفان نیز شناخته میشود, نوعی ترکیب ارگانوفسفره است که بی رنگ, اشتعال پذیر, خورنده, به شدت واکنش پذیر و با بوی زننده است و در جنگ افزارهای شیمیایی نیز استفاده میشود.